# Habenaria chloroleuca
Espèce
Habenaria chloroleuca est une espèce végétale de la famille des orchidacées. Elle est endémique de l'île de La Réunion, département d'outre-mer français dans le sud-ouest de l'océan Indien.